# Casa de Velázquez

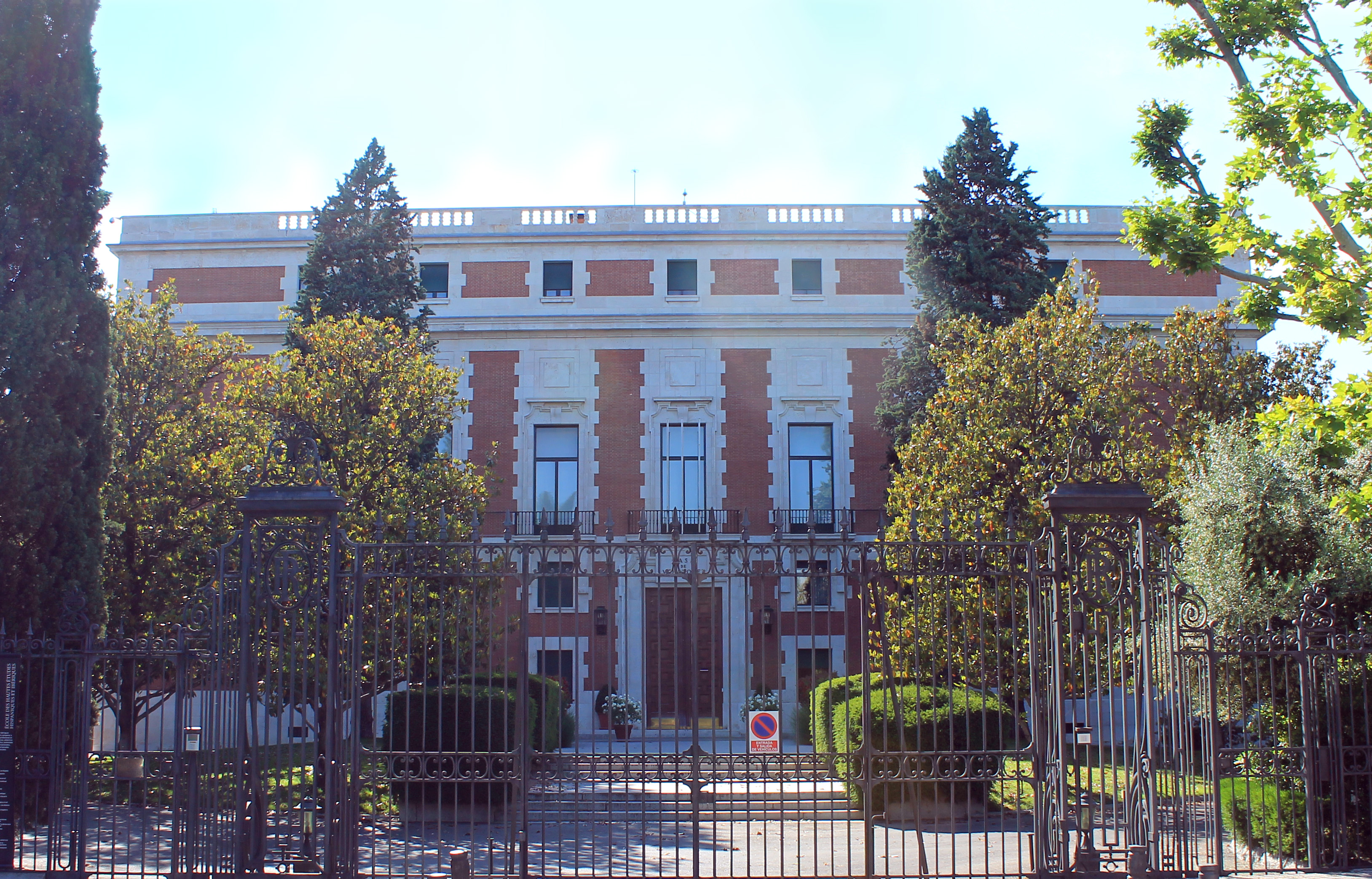
Facciata sud-est della Casa de Velázquez.

La Casa de Velázquez è un istituto di ricerca francese impiantato a Madrid, fondato nel 1929, diviso in due sezioni, una scientifica (scienze umane e sociali, detta École des Hautes Études Hispaniques) ed un'artistica, che accolgono ricercatori e artisti francesi e stranieri per soggiorni di lunga ("membri") o breve ("borsisti") durata.